# Sveas son
Sveas son: en berättelse om folkhemmet är en roman av Lena Andersson, utgiven på Bokförlaget Polaris 2018. Boken handlar om det svenska folkhemmet och klassresor. Den kretsar kring protagonist Ragnar.

## Handling
Ragnar Johansson är född under 1930-talet, en tid då stora välfärdsreformer börjar svepa Sverige. Hans mor Svea, kommer från en annan epok, det fattiga bondesamhället som Ragnar ratar. För honom är det gamla samhället som hans mor växte upp i något att lägga bakom sig. Ragnar välkomnar det nya samhället och de nya idéerna om hur staten är ombesörjare av det allmänna bästa. Han vill bli modern och väljer att flytta ut från Stockholms innerstad till förorten Vällingby som på mitten av 1900-talet hade en svenskfödd medelklassbefolkning. Allt eftersom tiden går byts befolkningen ut mot nyanlända invandrare och Ragnar vägrar flytta därifrån med sin familj som alla andra gör. Han präglas av folkhemsmentaliteten och jantelagen. Dottern Elsa Johansson växer upp i en tid som känns främmande för Ragnar, plötsligt är det honom som samhället verkar vilja lämna bakom sig.